# Anyada

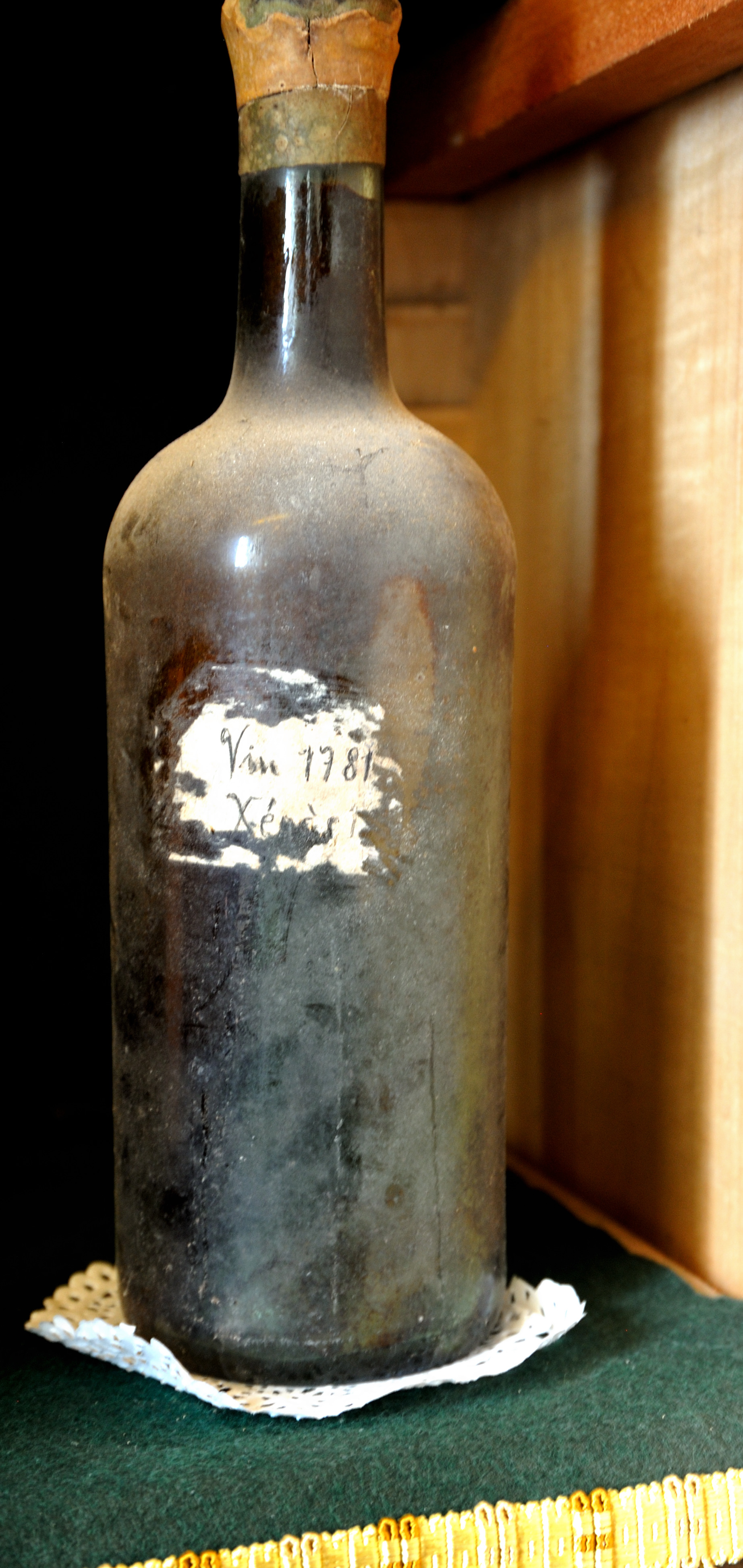
Xérès millésime 1781, col·lecció del Castell de Valençay

L'anyada és la indicació d'un vi que s'ha elaborat a partir de la collita de raïms d'un any. La qualitat d'una collita depèn de les condicions climàtiques com la temperatura i la pluja. Els vins d'un mateix tipus, varietat o origen poden ser diferents segons les anyades.
Cada any els Consells Reguladors de les Denominacions d'Origen encarreguen la qualificació de l'anyada a un grup de catadors. Les qualificacions són:
- Excel·lent (E)
- Molt bona (MB)
- Bona (B)
- Regular (R)
- Deficient (D)

La informació de les últimes qualificacions d'anyades són les següents:
|                      | 2004 | 2003 | 2002 | 2001 | 2000 | 1999 | 1998 | 1997 | 1996 | 1995 | 1994 | 1993 | 1992 | 1991 | 1990 |
| -------------------- | ---- | ---- | ---- | ---- | ---- | ---- | ---- | ---- | ---- | ---- | ---- | ---- | ---- | ---- | ---- |
| DO Alella            | -    | MB   | MB   | E    | E    | MB   | E    | E    | MB   | MB   | MB   | E    | B    | E    | MB   |
| DO Alacant           | MB   | B    | B    | MB   | MB   | MB   | MB   | B    | B    | B    | B    | B    | B    | B    | MB   |
| DO Binissalem        | E    | MB   | -    | MB   | MB   | MB   | E    | MB   | B    | MB   | E    | B    | B    | B    | MB   |
| DO Cava              | B    | B    | MB   | MB   | E    | MB   | MB   | B    | MB   | B    | B    | MB   | B    | MB   | B    |
| DO Conca de Barberà  | MB   | MB   | MB   | B    | MB   | B    | MB   | B    | MB   | MB   | B    | -    | MB   | B    | B    |
| DO Costers del Segre | E    | MB   | MB   | MB   | MB   | MB   | MB   | MB   | MB   | E    | MB   | E    | B    | MB   | B    |
| DO Empordà           | -    | MB   | B    | MB   | MB   | MB   | E    | R    | MB   | MB   | B    | MB   | B    | MB   | B    |
| DO Penedès           | -    | MB   | -    | MB   | MB   | -    | E    | MB   | MB   | MB   | MB   | MB   | B    | MB   | MB   |
| DO Pla de Bages      | MB   | -    | -    | MB   | E    | MB   | E    | E    | -    | -    | -    | -    | -    | -    | -    |
| DO Pla i Llevant     | -    | MB   | -    | MB   | -    | -    | -    | -    | -    | -    | -    | -    | -    | -    | -    |
| DOQ Priorat          | -    | MB   | B    | E    | MB   | MB   | E    | B    | E    | E    | MB   | E    | MB   | B    | B    |
| DO Tarragona         | -    | MB   | B    | MB   | MB   | MB   | MB   | B    | MB   | MB   | B    | B    | B    | B    | B    |
| DO Terra Alta        | MB   | MB   | B    | E    | E    | MB   | E    | MB   | E    | MB   | MB   | -    | MB   | MB   | B    |
| DO Utiel-Requena     | B    | MB   | E    | E    | MB   | MB   | MB   | B    | MB   | B    | MB   | E    | MB   | B    | B    |
| DO València          | MB   | MB   | MB   | MB   | E    | MB   | MB   | B    | MB   | B    | MB   | MB   | B    | B    | B    |

Font: ICEX